# コ太朗
コ太朗（コたろう、2001年12月19日 - ）は、日本のラジオパーソナリティ、シンガーソングライター。
佐賀県出身。旧名「虎太朗」（こたろう）。

## 来歴
2001年に佐賀県で生まれる。
高校2年生の冬、当時LOVE FMにて放送中の番組「Teenage Peeps」のADとして仕事の紹介を受け、アシスタントとしてラジオ局に通う。3年のある日、自作の曲を担当ディレクターに聞かせると好感触。番組内でジングルを制作する「こたびーつ」というコーナーが開始。自分の音楽を聴いてもらう楽しさに目覚め、本格的に楽曲を作り始めた。それを番組で披露し、初となるデジタルシングル「LADY」配信リリースした。
高校卒業後の2020年4月に「#てぃんぴー」（LOVE FM、毎週日曜放送）のDJに就任。2022年4月からは後番組のPOPTAPEにも引き続き出演継続するが、2023年3月をもって卒業となった(番組自体は2024年5月現在も放送中)。
2021年にコ太朗に改名。